# Beaucarnea stricta
Beaucarnea stricta är en sparrisväxtart som beskrevs av Lem.. Beaucarnea stricta ingår i släktet Beaucarnea och familjen sparrisväxter. Inga underarter finns listade i Catalogue of Life.

## Bildgalleri

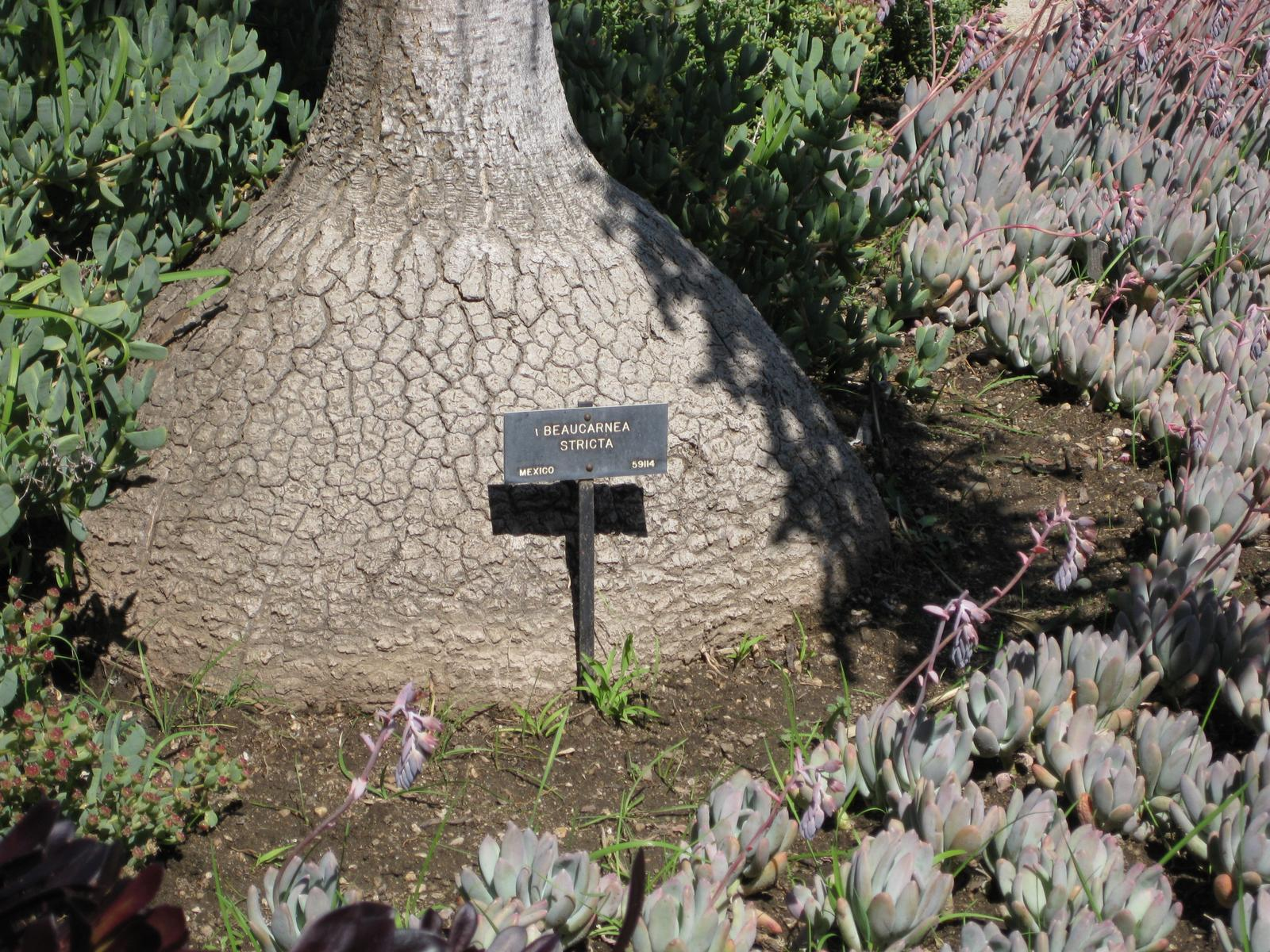